# 점동중학교
점동중학교(占東中學校)는 대한민국 경기도 여주시 점동면 청안리에 있는 공립 중학교이다.

## 학교 연혁
- 1948년 8월 12일 : 점동고등공민학교 설립인가
- 1954년 7월 7일 : 점동중학교 설립인가
- 1954년 8월 26일 : 점동중학교 개교
- 1954년 11월 27일 : 초대 김제동 교장 취임
- 2024년 1월 5일 : 제69회 18명 졸업(누계 6,369명)
- 2024년 3월 1일 : 제31대 고광용 교장 취임
- 2024년 3월 4일 : 입학식(남 12명, 여 8명 계 20명)

## 참고 자료
- 점동중학교 - 한국교육학술정보원 학교알리미